# 格朗达日
格朗达日（法語：Glandage，法語發音：[ɡlɑ̃daʒ]）是法国德龙省的一个市镇，位于该省东部，与伊泽尔省接壤，属于迪镇区。

## 地理
格朗达日（44°41'17"N, 5°35'54"E）面积52.11 平方千米，位于法国奥弗涅-罗讷-阿尔卑斯大区德龙省，该省份为法国东南部内陆省份，北起顺时针与伊泽尔省、上阿尔卑斯省、上普罗旺斯阿尔卑斯省、沃克吕兹省和阿尔代什省接壤。
与格朗达日接壤的市镇（或旧市镇、城区）包括：圣于连昂博谢讷、吕拉-克鲁瓦奥特、特列沃地区圣莫里斯、拉莱、迪瓦地区沙蒂永。

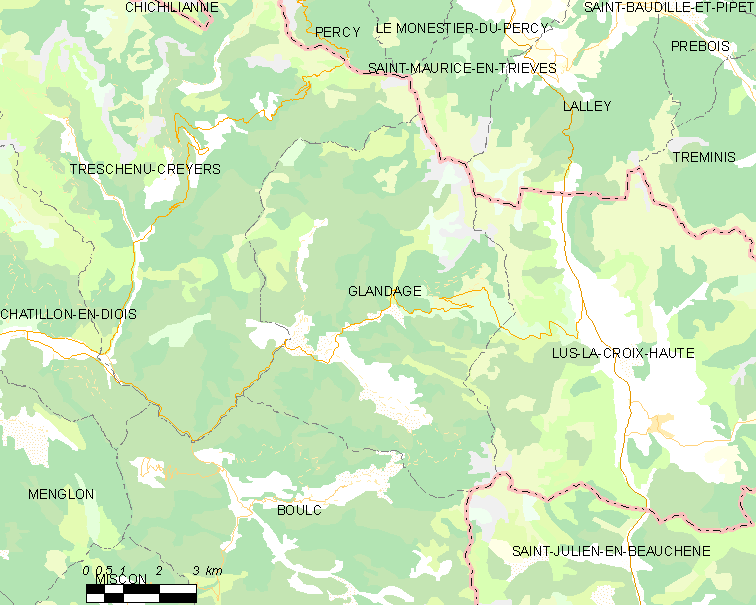
格朗达日的OSM定位图

格朗达日的时区为UTC+01:00、UTC+02:00（夏令时）。

## 行政
格朗达日的邮政编码为26410，INSEE市镇编码为26142。

## 政治
格朗达日所属的省级选区为迪瓦县。

## 人口

1962-2008年间格朗达日人口变化图示

格朗达日于2022年1月1日时的人口数量为115人。